# Josef Kalenberg

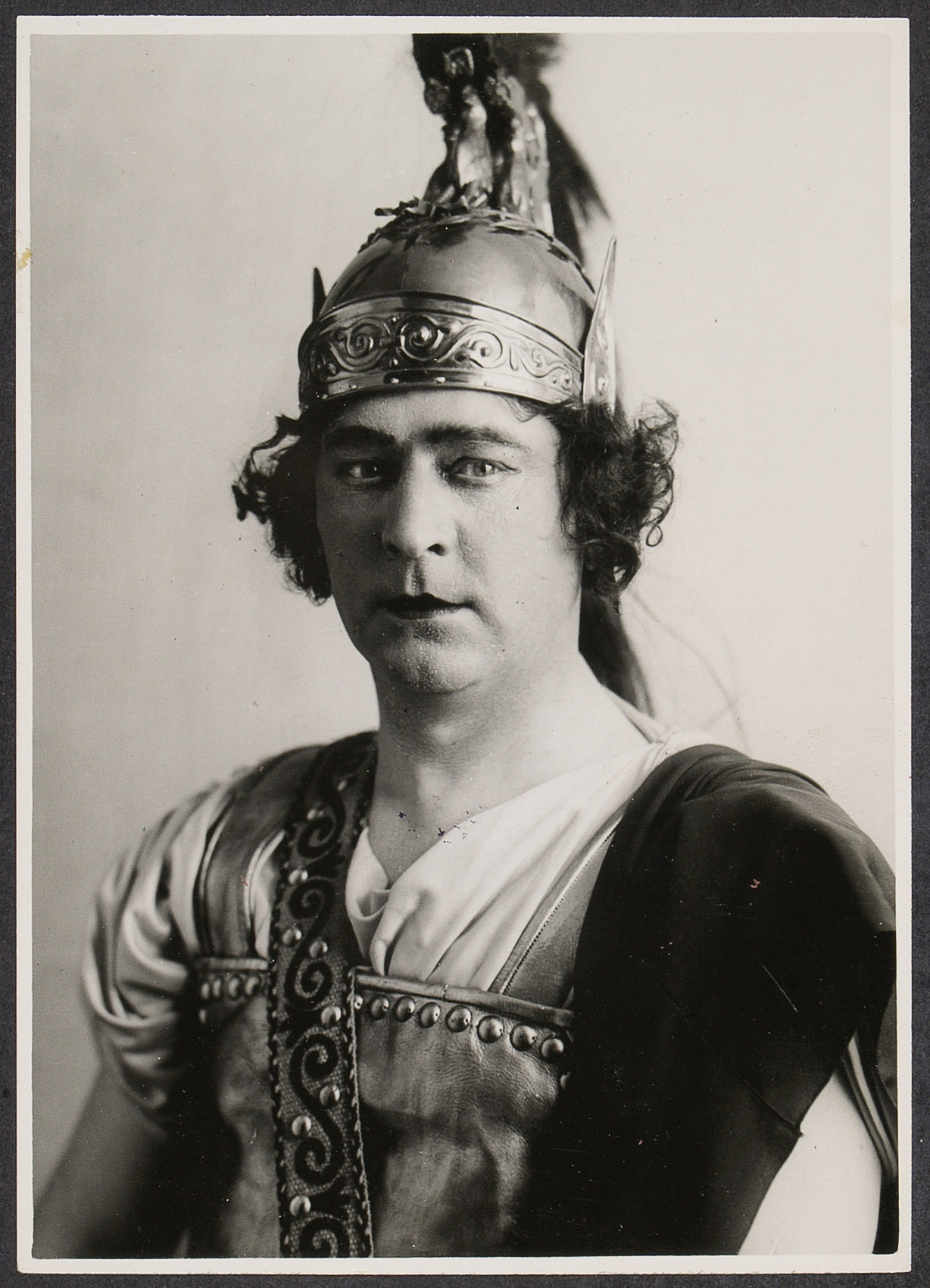
Josef Kalenberg als König Pentheos in Die Bacchantinnen, Staatsoper Wien 1931

Josef Kalenberg (7. Januar 1886 in Köln – 8. November 1962 in Wien) war ein deutsch-österreichischer Opernsänger (Tenor) und langjähriges Ensemblemitglied der Wiener Staatsoper. An diesem Haus wurde er auch zum Kammersänger ernannt.

## Leben

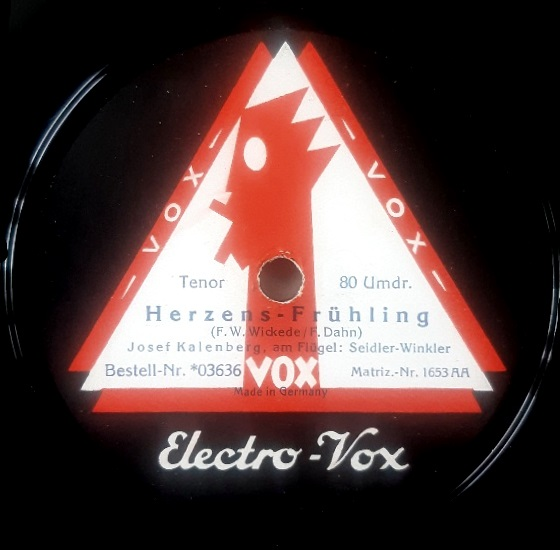
Schallplatte von Josef Kalenberg (Berlin 1927)

Kalenberg trat von 1927 bis 1950 an der Wiener Staatsoper auf und wurde dort auch zum Kammersänger ernannt. Im Haus am Ring sang er 38 Mal den Kalif in Turandot und 26 Mal den Pedro in Tiefland. Kalenberg sang fast alle großen Heldentenorpartien Wagners (Siegfried, Parsifal, Erik, Stolzing und Lohengrin), sowie das klassische italienische und französische Repertoire (Macduff, Gustav III., Radames, Canio, Turridu, Cavaradossi, Don José und Samson). Er war auch ein gefragter Richard-Strauss-Interpret und übernahm die Tenorpartien in Salome, Ariadne, Arabella und Elektra. Im leichten Fach verkörperte er den Alfred und den Orpheus.
Bei den Salzburger Festspielen sang Kalenberg 1928 den Tamino und von 1928 bis 1930 den Florestan, 1930 auch den Achilles in Iphigénie en Aulide sowie in den Jahren 1935 und 1936 den Tristan.
Zum 1. Mai 1938 trat er der NSDAP bei (Mitgliedsnummer 6.197.611). Er wurde 1939 Vereinsführer von SK Rapid Wien.
Kalenberg wurde am Hietzinger Friedhof in Wien bestattet.
Er hinterließ Aufnahmen für Grammophon (Berlin 1915–16 und 1927), Parlophon (Berlin 1925), Vox (Berlin 1927) und Electrola (Berlin 1930).